# 馬金島突襲

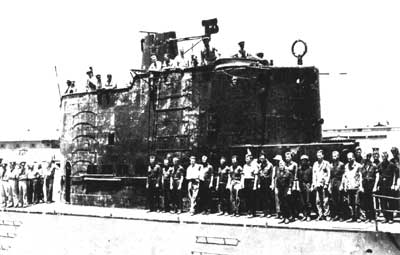
1942年8月26日，美国海军陆战队在梅金島奇襲後乘坐鸚鵡螺號潛艇返回夏威夷珍珠港

梅金島奇襲是1942年8月17-18日间，美国海军陆战队突袭者部队对梅金島（布塔里塔里環礁）上的日军部队发动的·一场突袭。美方目的是摧毁岛上的日军设施，抓捕战俘，获取吉尔伯特群岛地区情报，转移日军注意力，掩护其他部队在瓜达尔卡纳尔岛和图拉吉岛的增援登陆行动。最终，美方只达成了上述作战目标中的第一项，但这场突袭的确提振了士气。